# Cementiri de Cardedeu
El Cementiri Municipal de Cardedeu és un conjunt d'arquitectura funerària de gran valor patrimonial. Dissenyat per Joaquim Raspall el 1918, qui també dissenyaria i construiria alguns dels panteons més majestuosos, és d'estil noucentista. Es va inaugurar el 1921. És una obra protegida com a bé cultural d'interès local.

## Descripció
Situat a l'oest del centre urbà de Cardedeu, és de perímetre quadrangular i, la part més destacada, és la seva gran portalada de carreus de granit. A cadascun dels pilars que formen el portal, hi trobem senglars mosaics, obra de Lluís Brú i Salelles amb el dibuix de l'escut de Cardedeu i amb les quatre barres. La porta forjada la realitzà el mestre forjador local, Joan Codina Bramona.
Conjunt d'edificis sobre una extensió aproximada de 76Ha projectades per Raspall, seguint el mateix criteri en un conjunt únic per la seva coherència formal i representativitat d'una època. Està compost per capelles, panteons, pou i pèrgola. Conté 14 panteons, 900 nínxols de pedra granítica, porta de ferro amb un reixat i rematada per dos pilars a cada costat. La tanca és també de pedra granítica.

### Panteons destacats

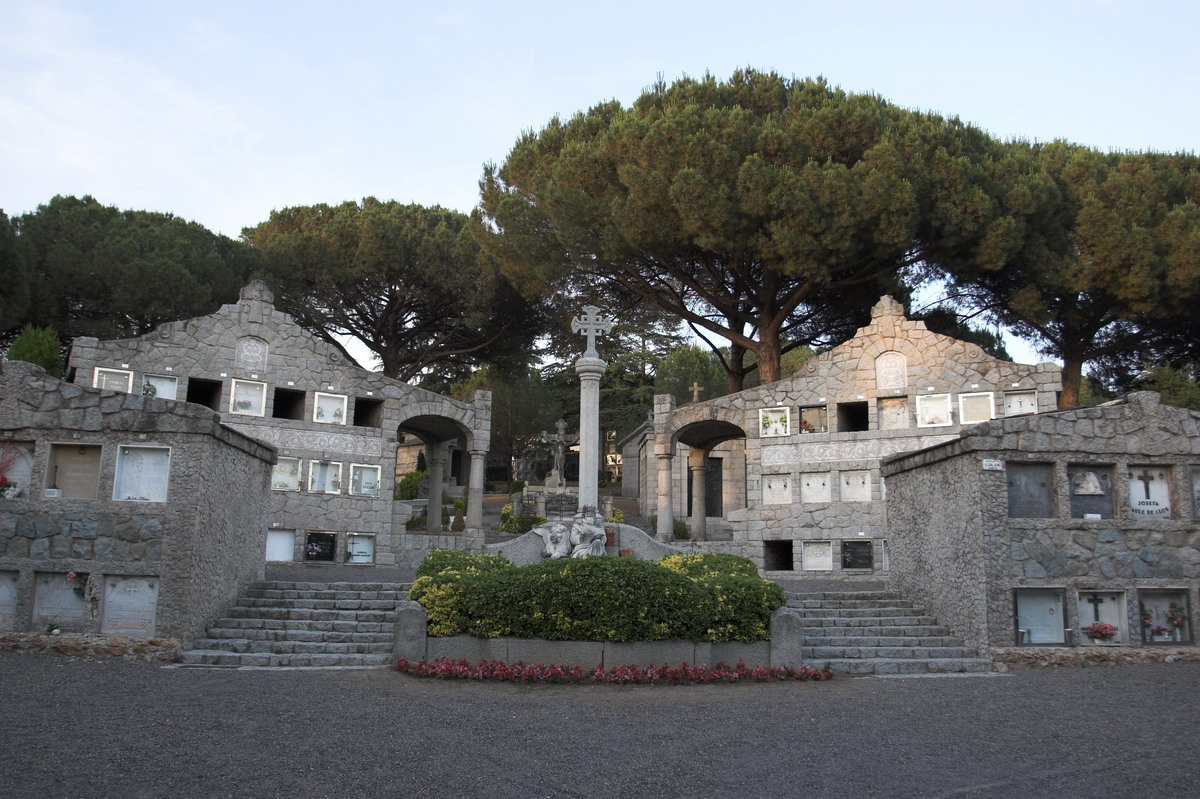
Panteó de Marc Viader

- Davant mateix de la porta, hi ha el panteó de la família Viader (1920/1930), fet construir per Marc Viader Bas (1879-1954), qui ja havia encarregat a Raspall la seva casa i la modèlica "Granja Viader". Destaca l'obra escultòrica d'Enric Clarasó i Daudí representant a l'evangelista Sant Marc i el lleó.[2]
- Un altre panteó interessant és el de la família Llibre, construït cap a 1923 amb escultures de Francesc Ventura. Està vorejat per una tanca de forja noucentista.[2]
- El panteó de la família Arquer-Blanch amb un monòlit amb un crismó fets en marbre.[2]
- El panteó de la família Mata-Diumer (1868/1921) sembla que va ser traslladat de l'antic cementiri, clausurat el 1921.[2]
- Destaca com a obra atribuïda a Raspall el panteó de la família Arquer-Morató de l'any 1927. És una construcció amb volum, feta en granit i amb un porxo amb un arc de mig punt suportat sobre dos columnes clàssiques i coronat amb una creu. L'obra fixà l'estil dels que es construïren posteriorment.[2]

## Història
El 1917 es comença a parlar del nou cementiri. El Sr. Batlle manifesta que ha obtingut un compromís escrit de Joan Codines Terrades per la verda al marital d'uns terrenys que podien servir com a cementiri nou. Dona vuit mesos de termini perquè l'Ajuntament es decideixi. L'industrial Ramon Sanesteve donà 1500ptes com a donatiu, preu de la superfície (dues quarteres i un quartà). El 3 d'agost de 1919, Raspall feu un projecte de cementiri i el 8 de febrer 1920 el governador civil torna el projecte del cementiri perquè s'ha oblidat la capella i que s'ha d'assenyalar l'espai destinat a fosses. L'onze de desembre de 1921 el cementiri ha estat beneït. Seguidament es començaren a fer enterraments.